# ضد التيار
ضد التيار هو برنامج حواري تلفزيوني أسبوعي قدمته وفاء الكيلاني في روتانا موسيقى وانطلق في 2007. ويتكون من ثلاث فقرات منها فقرتي «أبيض ولاّ أسود» و«محامي الشيطان». في فقرة «أبيض ولاّ أسود» تسأل المذيعة الضيف عدة أسئلة جدلية وإذا كان الجواب «نعم» تضع كرة بيضاء في عمود أفقي وإذا كان الجواب «لا» تضع كرة سوداء في عمود أفقي آخر. وبعد ذلك تقارن اللون الطاغي على العمودين. وفي فقرة «محامي الشيطان» تطلب من الضيف أن يدافع عن مرتكب جرم.

## ضيوف البرنامج
- الحلقة الأولى: نيشان ديرهاروتيونيان
- ليلى الشيخلي
- زياد نجيم
- مريم نور
- طارق أبو جودة
- سمير صفير